# Forcipomyia ornata
Forcipomyia ornata är en tvåvingeart som beskrevs av Tokunaga 1940. Forcipomyia ornata ingår i släktet Forcipomyia och familjen svidknott. Inga underarter finns listade i Catalogue of Life.